# Hall of Fame Tennis Championships 2016
Hall of Fame Tennis Championships 2016 byl tenisový turnaj pořádaný jako součást mužského okruhu ATP World Tour, který se hrál na otevřených travnatých dvorcích Casina Newport, kde sídlí Mezinárodní tenisová síň slávy. Konal se mezi 11. až 17. červencem 2016 v americkém Newportu jako čtyřicátý první ročník turnaje.
Turnaj s rozpočtem 577 860 dolarů patřil do kategorie ATP World Tour 250. Nejvýše nasazeným hráčem ve dvouhře se stal dvacátý devátý tenista světa Steve Johnson ze Spojených států. Jako poslední přímý účastník do hlavní singlové soutěže nastoupil 151. australský hráč žebříčku John-Patrick Smith.
Sedmý singlový titul vybojoval Chorvat Ivo Karlović, jenž tak v Newportu poprvé uspěl po dvou dřívějších finálových porážkách. Deblovou část vyhrál australský pár Samuel Groth a Chris Guccione, jehož členové získali druhou společnou trofej.

## Rozdělení bodů a finančních odměn

### Rozdělení bodů
| Soutěž  | vítězové | finalisté | semifinalisté | čtvrtfinalisté | 16 v kole | 32 v kole | Q  | Q3 | Q2 | Q1 |
| ------- | -------- | --------- | ------------- | -------------- | --------- | --------- | -- | -- | -- | -- |
| dvouhra | 250      | 150       | 90            | 45             | 20        | 0         | 12 | 6  | 0  | 0  |
| čtyřhra | 250      | 150       | 90            | 45             | 0         | —         | —  | —  | —  | —  |

### Finanční odměny
| Soutěž                              | vítězové | finalisté | semifinalisté | čtvrtfinalisté | 16 v kole | 32 v kole | Q2     | Q1     |
| ----------------------------------- | -------- | --------- | ------------- | -------------- | --------- | --------- | ------ | ------ |
| dvouhra                             | $91 630  | $48 260   | $26 140       | $14 890        | $8 775    | $5 200    | $2 340 | $1 170 |
| čtyřhra                             | $27 840  | $14 630   | $7 930        | $4 540         | $2 660    | —         | —      | —      |
| částka ve čtyřhře je uvedena na pár |          |           |               |                |           |           |        |        |

## Mužská dvouhra

### Nasazení
| Stát                           | Hráč             | ATP | Nasazení |
| ------------------------------ | ---------------- | --- | -------- |
| USA                            | Steve Johnson    | 29. | 1.       |
| Chorvatsko                     | Ivo Karlović     | 32. | 2.       |
| Lucembursko                    | Gilles Müller    | 39. | 3.       |
| Kypr                           | Marcos Baghdatis | 40. | 4.       |
| Kanada                         | Vasek Pospisil   | 44. | 5.       |
| Francie                        | Adrian Mannarino | 55. | 6.       |
| Izrael                         | Dudi Sela        | 63. | 7.       |
| USA                            | Donald Young     | 69. | 8.       |
| Žebříček ATP k 27. červnu 2016 |                  |     |          |

### Jiné formy účasti
Následující hráči obdrželi divokou kartu do hlavní soutěže:
- James Duckworth
- Stefan Kozlov
- Mackenzie McDonald

Následující hráči postoupili z kvalifikace:
- Brian Baker
- Frank Dancevic
- Alex Kuznetsov
- Michał Przysiężny

Následující hráč postoupil z kvalifikace jako tzv. šťastný poražený:
- Amir Weintraub

### Odhlášení
před zahájením turnaje
- Taylor Fritz → nahradil jej Dennis Novikov
- Tacuma Itó → nahradil jej Júiči Sugita
- Konstantin Kravčuk → nahradil jej Ryan Harrison
- John Millman → nahradil jej Lukáš Lacko
- Vasek Pospisil → nahradil jej Amir Weintraub
- Sam Querrey → nahradil jej John-Patrick Smith
- Serhij Stachovskyj → nahradil jej Jared Donaldson

## Mužská čtyřhra

### Nasazení
| Stát                                                                      | Hráč         | Stát               | Hráč           | ATP  | Nasazení |
| ------------------------------------------------------------------------- | ------------ | ------------------ | -------------- | ---- | -------- |
| USA                                                                       | Eric Butorac | USA                | Scott Lipsky   | 83.  | 1.       |
| Austrálie                                                                 | Samuel Groth | Austrálie          | Chris Guccione | 140. | 2.       |
| Spojené království                                                        | Ken Skupski  | Spojené království | Neal Skupski   | 167. | 3.       |
| Indie                                                                     | Purav Radža  | Indie              | Divij Šaran    | 200. | 4.       |
| Žebříček ATP k 27. červnu 2016; číslo je součtem umístění obou členů páru |              |                    |                |      |          |

### Jiné formy účasti
Následující páry obdržely divokou kartu do hlavní soutěže:
- Austin Krajicek /  Gerardo López Villaseñor
- Alex Lawson /  Mackenzie McDonald

## Přehled finále

### Mužská dvouhra
- Ivo Karlović vs.  Gilles Müller, 6–7(2–7), 7–6(7–5), 7–6(14–12)

### Mužská čtyřhra
- Samuel Groth /  Chris Guccione vs.  Jonathan Marray /  Adil Shamasdin, 6–4, 6–3